# Pleuronectes
Pleuronectes è un genere di pesci ossei marini appartenente alla famiglia Pleuronectidae.

## Distribuzione e habitat
Il genere è diffuso nel nord degli oceani Atlantico e Pacifico in zone temperate e fredde. Nessuna specie è presente nel mar Mediterraneo.

## Specie
- Pleuronectes platessa
- Pleuronectes putnami
- Pleuronectes quadrituberculatus[1]